# Чипинкос
Чипинко́с (настоящее имя — Арме́н Камо́евич Арутю́нов; род. 7 января 1989, Ереван)  — российский рэпер и звукорежиссёр, исполняющий песни в стиле гангста-рэп.

## Биография
Родился 7 января 1989 года в Ереване.
Его родители беженцы из Баку, переехавшие в Ереван. Отец ушёл из жизни, когда рэперу было 3 года. После школы работал разнорабочим от автомойщика до грузчика и других сфер деятельности. В 2000 году перебрался жить в Москву.
В 2005 году придумал себе псевдоним New Man, позже сменил его на «Чипинкос». В 2006 году вышел его полноценный микстейп под названием Ways на дешёвый микрофон. С 2007 года выступал в различных рэп-клубах.
После закупки звукозаписывающей аппаратуры, обустроил квартиру под небольшую звукозаписывающую студию для творческих процессов, собирая единомышленников.
За свою карьеру Чипинкос выпустил более 90 альбомов, 2 книги и комиксы о рэперах, компьютерную игру и создал два музыкальных направления — «рэпги» и raprovisation.
Массовую популярность получил в 2019 году после конфликта с рэперами Джиганом, Жак-Энтони и ST на комедийном шоу Comedy Club.
В декабре 2020 года дебютировал как боец в поп-ММА против рэпера D.Masta; Чипинкос победил. В январе 2023 года дебютировал как баскетболист в Media Basket, а мае 2023 года — как футболист в Winline Медиалиге

## Дискография
- 2006 — Ways
- 2009 — «Один»
- 2009 — Freedom Rap
- 2012 — «За респект»
- 2013 — Street Live
- 2014 — Gangsta Man
- 2014 — «77»
- 2015 — «Я сигарета»
- 2016 — My House
- 2016 — Dead Prezidents (ft. Dyadya J.I.)
- 2016 — Can A Bis
- 2016 — «Канабис»
- 2016 — «Все Играем»
- 2016 — «Омерзительные Двое» (feat. Dyadya J.I.)
- 2016 — «Темница»
- 2016 — Gangsta Russia
- 2016 — Compton
- 2017 — «Хороший День»
- 2017 — Rap Died
- 2017 — Criminal
- 2017 — Rastaman
- 2017 — «Подарок»
- 2017 — Gangsta Rap
- 2017 — Criminal Russia
- 2017 — «Русский рэп»
- 2017 — My Life is Rap
- 2017 — Keep it real
- 2017 — Los Angeles
- 2018 — Ultimate
- 2018 — Gangsta Rap
- 2018 — Gangsta Life
- 2018 — «90х»
- 2018 — «Злой Мир»
- 2018 — «Реальный Рэп»
- 2018 — West Coast
- 2018 — Jamaica
- 2018 — In Gangsta Rap
- 2018 — «Один Друг»
- 2018 — «Ты Раб»
- 2018 — «Рэп это Хип-Хоп»
- 2018 — «Танцпол»
- 2018 — «Радио»
- 2018 — «Мафия»
- 2018 — «Россия»
- 2018 — «Центр»
- 2018 — «Криминальный Район»
- 2018 — «Легенда»
- 2019 — «Телефон»
- 2019 — «Лучший Рэпер»
- 2019 — «Рэп Минуса 4»
- 2019 — «Рэп Минуса 5»
- 2019 — «Битбокс из России»
- 2019 — «Шоу»
- 2019 — «Запрещено»
- 2019 — «Русский Криминал»
- 2019 — «Рэп История»
- 2019 — Gangsta Story
- 2019 — Real Gangsta
- 2019 — «Баста»
- 2019 — «Рэп Жизнь»
- 2019 — World of Gangsta Rap
- 2019 — Raprovisation
- 2019 — «Друзья»
- 2019 — «Лоурайдер»
- 2019 — «Каждый День»
- 2019 — «Градус»
- 2019 — «Парадайс»
- 2019 — Start
- 2020 — «Это не я»
- 2020 — «Чай»
- 2020 — «Шум»
- 2020 — «План»
- 2020 — «Флешка»
- 2020 — «Страна»
- 2020 — «Жизнь»
- 2020 — «Поднимай»
- 2020 — Times Up
- 2021 — Alive
- 2021 — Dope (feat. D'yadya J.I.)
- 2021 — Bling (feat. D'yadya J.I.)
- 2021 — «Жди»
- 2022 — «Лучший»
- 2022 — «Кайфуй»
- 2022 — Sunshine
- 2022 — Hate
- 2022 — «Мой Путь»
- 2022 — «Всё»
- 2022 — «Легенда»
- 2022 — «Радио»
- 2022 — Fake
- 2022 — «Рэп Атака»
- 2023 — «Настоящий тип»
- 2023 — «Урод»
- 2024 — «Пластическая Операция»
- 2024 — «Реально»

## Бои

### «Наше дело»
| Соперник                 | Дата выхода     | Результат |
| ------------------------ | --------------- | --------- |
| D.Masta                  | 8 января 2021   | Победа    |
| Руслан «Гусейн» Гусейнов | 2 марта 2021    | Поражение |
| Иван Эфиров              | 16 мая 2021     | Поражение |
| Кристиан Макета Ма-Канда | 24 ноября 2021  | Победа    |
| Артём Фишер              | 11 декабря 2021 | Поражение |